# Der Urlaub (1980)
Der Urlaub ist ein deutscher Fernsehfilm aus dem Jahr 1980 und die Fortsetzung von Der Führerschein.

## Handlung
Lotti und Heinz Riehl planen einen Campingurlaub in Italien. Während der elfjährige Sohn Berti die Ferien in einem Pfadfinder-Ferienlager verbringt, soll die 17-jährige Tochter Sabine mit den Eltern mitfahren, obwohl sie viel lieber mit ihren Freunden nach Frankreich fahren würde. Als jedoch Heinz’ Urlaub gestrichen wird, weil ein Kollege einen Unfall hat, beschließen Sabine und Lotti, allein loszufahren. Für Lotti fühlt sich der Urlaub ohne ihren etwas spießigen Mann wie eine Befreiung aus ihrem langweiligen Haus- und Ehefrauendasein an, und auch Sabine kann ohne ihren Vater etwas mehr Freiheiten genießen. Und so kommt Lotti ihrem Campingplatz-Nachbarn Kempmann näher, während Sabine sich in den 18-jährigen Thomas verliebt.
Unterdessen tut Heinz sich allein schwer damit, dass er zu Hause nicht mehr umsorgt wird. Da springt seine Sekretärin Heidi ein, die ihn zu sich nach Hause zum Essen einlädt. Schließlich beginnt Heinz eine kurze Affäre mit Heidi. Gleichzeitig fährt Lotti mit Kempmann nach Verona, wo die beiden statt des geplanten Opernbesuchs miteinander im Hotelbett landen. Leider wird vor dem Hotel Lottis Auto geklaut. Sabine bewundert ihre Mutter dafür, dass sie aus ihrer Ehe ausgebrochen ist und sich auf das Abenteuer mit Kempmann eingelassen hat. Während sie noch ein paar Tage mit Thomas in Italien verbringen darf, kehrt Lotti, früher als geplant, mit dem Zug nach Hause zurück.
Heinz und Heidi wollen eigentlich ein ganzes Wochenende miteinander verbringen, doch Heinz merkt, dass er sich Sorgen um Lotti macht und ein schlechtes Gewissen bekommt. Er geht zum Abschied mit Heidi essen, die ihre Stelle als seine Sekretärin schon gekündigt hat, um nach Hamburg zu ziehen. Als Lotti daheim ankommt, findet sie das Haus leer vor, denn Heinz kehrt erst nachts von dem Restaurantbesuch mit Heidi zurück. Er macht Lotti Vorwürfe wegen des geklauten Autos und weil sie Sabine bei einem jungen Mann gelassen hat. Doch dann erfährt Lotti durch einen Gute-Nacht-Anruf Heidis von der Affäre ihres Mannes. Wegen ihrer eigenen Erfahrung mit Kempmann kann sie ihn jedoch verstehen, und so versöhnen die beiden sich und planen, nun noch ein paar Tage zu zweit wegzufahren. In der Schluss-Szene kehrt Berti aus dem Ferienlager zurück und der Familienalltag scheint wiederhergestellt.

## Produktion
Der Urlaub ist eine Produktion des Hessischen Rundfunks und wurde am 29. Oktober 1980 im Ersten Programm ausgestrahlt. 2014 erschien er bei Pidax Film auf DVD.

## Rezeption
„Emanzipation ‚light‘, nett und belanglos“

„Nette Familienkomödie ohne jeden Tiefgang im etwas angestaubten 80er-Jahre-Ambiente.“